# Cazage
Cazage, também grafado como Cazeje, é uma vila e comuna angolana que se localiza na província da Lunda Sul, pertencente ao município de Dala.